# Darwinismus

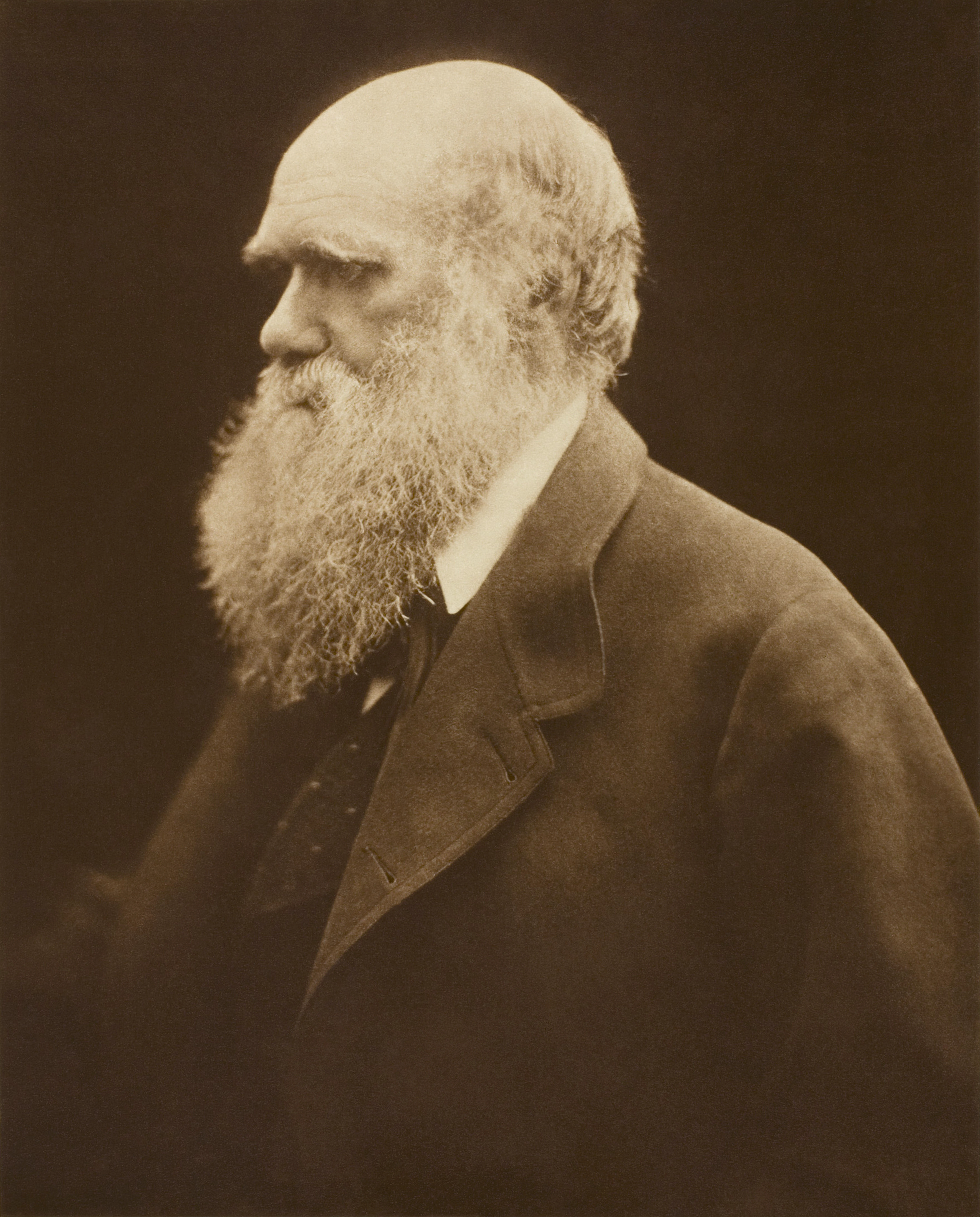
Charles Darwin v roce 1868

Darwinismus je evoluční teorie, jejíž původní autor byl Charles Darwin. Postupem času se význam slova „darwinismus“ měnil a i v dnešní době má několik významů. Např. ve Spojených státech je často kreacionisty používán jako pejorativum, ve Spojeném království ale negativní význam nemá.
Tento termín uvedl do povědomí Thomas Henry Huxley v dubnu roku 1860 a zpočátku se používal pro popis pojmů týkajících se evoluce, jako např. malthuziánství. Ke konci 19. století se jím začal označovat názor, že přirozený výběr je jediným mechanismem evoluce, čímž se stavil do kontrastu s lamarckismem.
Okolo roku 1900 byl darwinismus zastíněn Mendelovými zákony dědičnosti, ale myšlenky Darwina a Gregora Mendela byly spojeny moderní evoluční syntézou.